# Хвойная (река, Итуруп)
Хвойная — река в России в средней части острова Итуруп, входящем в состав Большой гряды Курильских островов. Длина реки Хвойная — 17 км, площадь водосборного бассейна — 52,7 км²
Река начинается у подножий горы Буревестник и течёт в восточном направлении. Река протекает окраинам села Горное и села Шуми-Городок, далее течет через посёлок Буревестник. Впадает в залив Касатка Тихого океана.

## Данные водного реестра
По данным государственного водного реестра России относится к Амурскому бассейновому округу. Речной бассейн — бассейны рек острова Сахалин. Водохозяйственный участок — Курильские острова.
Код водного объекта 20050000312118300010744.